# عميق نج
عميق نج (بالصينية: 吳浩康,) هو مغني وممثل صيني، ولد في 13 يونيو 1983 بهونغ كونغ في الصين.

## وصلات خارجية
- عميق نج على موقع IMDb (الإنجليزية)
- عميق نج على موقع ألو سيني (الفرنسية)
- عميق نج على موقع ميوزك برينز (الإنجليزية)
- عميق نج على موقع أول موفي (الإنجليزية)
- عميق نج على موقع ديسكوغز (الإنجليزية)
- عميق نج على موقع قاعدة بيانات الفيلم (الإنجليزية)
- عميق نج على موقع كينوبويسك (الروسية)